# Otto Benze
Johannes August Otto Benze (* 8. Dezember 1857 in Sagan in Schlesien; † 30. März 1945 in Weiler), der sich selbst Otto Benze von Benzenhofen nannte, war ein deutscher Hochstapler und der Erbauer von Schloss Benzenhofen in Berg. Er war eine illustre, aber auch krankhaft ängstliche Persönlichkeit und führte verschiedene umstrittene Adelstitel. Um das Jahr 1900 kam es deswegen zu einem umfangreichen Prozess gegen ihn. Von seiner Hochzeit 1894 bis vor dem Ersten Weltkrieg pflegte er einen internationalen Lebensstil und bis in die späten 1920er Jahre besaß er eine ansehnliche Kunstsammlung. 1932 wurde sein Besitz zwangsversteigert, er starb 1945 hochbetagt im Armenhaus.

## Leben
Er war der Sohn des Maurers und Zimmermeisters Johannes Benze, der 1861 mit seiner Familie nach Berlin zog, wo Otto das Sophiengymnasium und ab Juni 1876 noch bis zum Herbst desselben Jahres das Friedrichsgymnasium besuchte, das er ohne Abschluss verließ. 1880 wurde er als immaturus an der Universität Halle immatrikuliert. Im Sommersemester 1881 wechselte er nach Heidelberg, wo er in einem im August 1881 ausgestellten Zeugnis erstmals Hans Otto Benze von Benzenhofen genannt wird. 1882 wechselte er nach Freiburg im Breisgau, 1883 nach Stuttgart und 1884 nach Bern. Von den Universitäten dieser Orte liegen jeweils Unterlagen vor, die den Namenszusatz von Benzenhofen enthalten. 1885 wurde er in Bern aufgefordert, Ausweispapiere vorzulegen, was er aber trotz wiederholter Fristsetzung nicht konnte, so dass er im Mai 1885 aus Bern ausgewiesen wurde. Später gab Benze an, auch in Bologna und in Paris Jura und Philosophie studiert zu haben, worüber es aber keine Nachweise gibt und was zeitlich auch nicht möglich scheint.
Im August 1886 kam er nach Cannstatt, wo er sich Ottokar Benze von Benzenhofen nannte und als Dr. jur. und Schriftsteller ausgab. Als das Schultheißenamt seine Legitimationspapiere verlangte, blieb er diese schuldig. Die Bezeichnung Dr. jur. erklärte er als Abkürzung eines Doktoranden. Das Amtsgericht in Cannstatt erließ einen Steckbrief wegen falscher Namensführung, die Sache verlief aber im Sande.
1887 folgte er seiner geschiedenen Mutter nach Wiesbaden. Dort meldete er sich am 15. November als Dr. jur. Benze von Benzenhofen an, erscheint im Melderegister von 1888 aber nur als Otto Benze.
Nach dem Tode Kaiser Friedrichs III. verfasste er als O. Benze von Benzenhofen mit Das Hohe Lied vom Deutschen Kaiser Friedrich III. eine patriotische Dichtung, die ab 1889 in zahlreichen Auflagen und auch in englischer Übersetzung erschien. Wer das Werk finanziert hat, ist unbekannt. Benze verschickte Exemplare der Schrift an alle deutschen Höfe und erhielt zahlreiche Dankschreiben, adressiert an den genannten Autorennamen, die er später auch zur Legitimation des Adelstitels nutzte.
1894 heiratete er auf Helgoland die Geschiedene Marie Luise Nötzlin, Tochter eines bremischen Konsuls und einer französischen Adligen, die sich Marie Luise Lülling du Repaire de Truffin nannte. Wohl über diese Ehe kam Benze in den Besitz des Vermögens, das er für seine späteren Unternehmungen und seinen internationalen Lebensstil benötigte. Das Paar nahm seinen Wohnsitz zunächst in Wiesbaden. Dort versuchte Benze sich erneut als Benze von Benzenhofen melden zu lassen. Nachdem die Polizeidirektion einen Nachweis für die Namensführung verlangte, zog das Paar binnen weniger Tage nach Berlin.
Auch in Berlin versuchte Benze, sich als Dr. jur. Benze von Benzenhofen registrieren zu lassen. Auf die Nachfrage nach Nachweisen verzichtete er auf den Doktortitel. Wegen des Adelstitels hielt Benze die Beamten zunächst hin, erbrachte dann aber im Juni 1895 eine Unzahl von Urkunden, Kirchenbuchauszügen und ähnlichem, die einen Zusammenhang zwischen seinen Vorfahren und dem uckermärkischen Adelsgeschlecht derer von Bentz sowie mit dem im 14. Jahrhundert erloschenen schwäbischen Geschlecht derer von Benzenhofen belegen sollten. Die Beamten erkannten in den Unterlagen jedoch keinen Zusammenhang zwischen den Familien und lehnten den Namenszusatz von Benzenhofen ab. Im September 1895 bezahlte Benze eine Ordnungsstrafe von 3 Mark wegen der unbefugten Führung eines Adelsprädikats. Eine erneute Eingabe an das Heroldsamt vom Oktober 1895 wurde abgewiesen.
Die erste Jahreshälfte 1896 lebten Benze und seine Frau in Lausanne, wo am 11. März 1896 Tochter Johanna Henriette Friederike Ottilie Marie Louise Victoria, genannt Vicky, geboren wurde. In Lausanne nannte sich Benze abermals Benze von Benzenhofen und Docteur en droit.
Anfang 1897 kam Benze in Kontakt mit dem verschuldeten Fürsten Henri-François de Valori. Er bot an, gegen Überlassung des Fürstentitels die Schulden von Valoris heruntergekommenem Gut Châteaurenard bei Avignon zu übernehmen. Der Fürst trat zwar nicht den Fürstentitel ab, aber den des Barons de Chateaurenard, des Iles de Barban, de Monstelle et d’Ampal sowie den Titel des Marquis de Montglat mit dem zugehörigen Gut bei Avignon. Bald kam es jedoch zu Streitigkeiten zwischen Benze und dem Fürsten, so dass Benze die Titel im Juni 1897 zurückgab und 20.000 Francs zurückforderte, die er dafür bezahlt hatte. Ob das Geld zurückerstattet wurde, ist unbekannt. Benze behauptete später, der Verzicht auf die Titel sei aufgehoben worden, während der wenig später verstorbene Fürst Valori dem Heroldsamt mitteilte, Benze habe den Titel missbräuchlich erlangt und die Rückgabe des Kaufvertrags verweigert. Bis zum Ersten Weltkrieg war Benze jedenfalls im Besitz des ruinösen Schlosses Châteaurenard und eines zugehörigen Steinbruchs, dessen Material er in einem Marmorwerk verarbeiten ließ.
Im Juli 1897 zog Benzes Mutter von Wiesbaden nach Burgsinn und meldete sich dort nach dem Willen des Sohnes ebenfalls als Benze von Benzenhofen an. Sie starb dort im März 1898.
Im August 1897 erwarben Benze und seine Frau das Gut Benzenhofen bei Berg. Dort ließen sie von 1899 bis 1901 das Schloss Benzenhofen im Stil des Historismus erbauen. Benzes Frau schrieb 1897 an den Fürsten Valori, dass man das Gut in Benzenhofen vor allem deswegen erworben habe, um eine Legitimation für die Namensführung zu erhalten. Benze gab später an, das Gut erworben zu haben, weil es in geschichtlicher Verbindung mit seiner Familie stehe.
Als Benze sich weigerte, einer Ladung als Zeuge zu einem Gerichtsprozess vor dem Landgericht in Ravensburg zu folgen, wo er nur als Benze, nicht aber als Benze von Benzenhofen geladen worden war, eröffnete Landgerichtsrat von Wider im Herbst 1899 ein Untersuchungsverfahren gegen ihn wegen Angabe eines falschen Namens bei der Eheschließung und unberechtigter Führung eines Adelstitels. Benze hielt das Gericht monatelang hin und zog nach Brüssel.
Im Juni 1900 besuchte er den Fürsten Heinrich XXII. in Greiz, mit dem er schon länger in Kontakt stand und der ihn mündlich zum Kammerherrn und Freiherrn ernannte, was nach Reuß’schem Recht möglich war. Der Fürst wusste um den Prozess gegen Benze, ließ sich aber wohl von diesem überreden. Als entschiedener Gegner Preussens sah der Fürst in einer Unterstützung Benzes vielleicht auch eine Möglichkeit, die preußische Justiz vorzuführen. Gleichwohl trafen während Benzes Aufenthalt in Greiz weitere Briefe aus Brüssel beim Ravensburger Gericht ein. Aus Greiz kehrte Benze nach Brüssel zurück, von wo aus er dem Gericht in Ravensburg seine Ernennung zum Kammerherrn mitteilte. Benze erhob außerdem auch haltlose Vorwürfe gegenüber dem Untersuchungsrichter Stern, den er zudem in seinem Schreiben beleidigte.
Das Gericht verstärkte nun seine Anstrengungen, Benzes habhaft zu werden, und ersuchte das Amtsgericht Greiz um eine Vernehmung, wenn Benze sich im Oktober 1900 wieder in Greiz aufhalten würde. Benze ignorierte aber auch zunächst die Vorladung in Greiz und bat aus Lindau (Bodensee) um weiteren Aufschub. Erst Ende November 1900 kam es zu einer Vernehmung vor dem Amtsgericht in Greiz. Die Vernehmung wurde im Januar 1901 vor dem Gericht in Kassel fortgesetzt, wo sich Benze zu einer Kur aufhielt. Danach war er wieder in Greiz, von wo aus er zur Beerdigung seiner Schwiegermutter nach Paris fahren wollte. Am 10. Februar wurde er auf dem Bahnhof von Erfurt verhaftet, da er sich den inzwischen ergangenen Auflagen zur Meldung jeder Ortsveränderung entzogen hatte. Am Folgetag musste er jedoch wieder freigelassen werden.
Wenige Tage später legte Benzes Anwalt vor dem Amtsgericht in Ravensburg eine neuerliche umfangreiche Ausarbeitung vor, die die Abstammung von Benze von der uckermärkischen Familie Bentz belegen sollte, jedoch auch lückenhaft und damit zweifelhaft blieb. Einen Zusammenhang mit der Familie von Benzenhofen wollte der Anwalt nachreichen, tat dies aber nie. Ein vom Gericht bestelltes Gutachten des preußischen Heroldsamtes vom 20. Mai 1901 kam zu dem Ergebnis, dass Benzes adelige Abstammung nicht nachzuweisen sei.
Das Hauptverfahren gegen Benze wurde am 2. November 1901 in Ravensburg eröffnet, es hatte zwei Vergehen der Urkundenfälschung, ein Vergehen der Beleidigung und die unbefugte Annahme eines Adelstitels zum Gegenstand. Benze wohnte dem Prozess nicht selbst bei. Er gab an, aus gesundheitlichen Gründen den Winter in Paris verbringen zu müssen, wo ihm der Arzt außerdem jede Arbeit bei Licht untersagt habe, so dass er die zugesandten Klageschriften nicht lesen könne. Im Mai 1903 stellte das Gericht fest, dass die Namensführung bis 1896 verjährt und die Namensführung ab 1896 durch die Verleihung der Kammerherrnwürde durch den Fürsten Reuß gerechtfertigt sei. Gegenstand des weiteren Verfahrens waren danach noch die falsche Namensangabe während der Eheschließung, die Fälschung von Privaturkunden durch Ausradieren des Doktortitels und die Beleidigungssache gegen Landrichter Stern. Benze hatte unterdessen seinen Wohnort in Paris gewechselt, so dass ihm die Beschlüsse erst im Dezember 1903 zugestellt werden konnten. Vorladungen im Jahr 1904 ignorierte er oder ließ sich aus Krankheitsgründen entschuldigen.
Inzwischen war Fürst Heinrich XXII. verstorben. Der ihm folgende Fürstregent hob mit Mitteilung vom 15. Juli 1904 die Ernennung Benzes zum Kammerherrn auf.
Im Mai 1905 kam es endlich zu einer Gerichtssitzung in Anwesenheit Benzes. Landrichter Stern zog seine Beleidigungsklage zurück. Benze wurde im Verlauf der Verhandlung freigesprochen, da man ihm keine betrügerischen Absichten nachweisen konnte und man der Ansicht war, er sei aus gutem Glauben an seine Abstammung in den Adelsstand aufgerückt. Bis 1916 schlossen sich zahlreiche Klagen wegen falscher Namensführung an, die jedoch alle unter Berufung auf das Urteil von 1905 zurückgewiesen wurden.
1905 hielt sich Benze im Schloss Benzenhofen auf, im Folgejahr zog er wieder nach Paris. Von dort kam er 1909 nach Benzenhofen zurück.
In Benzenhofen muss Benze ein skurriles Leben geführt haben. Er und seine Gattin waren in paranoider Sorge, überfallen oder vergiftet zu werden. Das Paar war bewaffnet und schoss verschiedentlich auf vermeintliche Einbrecher und entließ Dienstmädchen, die unter Giftverdacht standen. Das Essen bezog Benze teilweise nur aus dem Hotel Hildebrand in Ravensburg, es wurde in einer verschlossenen Kiste angeliefert, zu der nur Benze und der Gastwirt einen Schlüssel hatten. Benze war vor allem auch in großer Sorge um seine Gemäldesammlung, die bei einer längeren Reise Benzes zeitweilig in der Stuttgarter Staatsgalerie verwahrt wurde. Während man dort nur einen niedrigen Wert veranschlagte, war Benze im Glauben, die Gemälde könnten einen Wert von bis zu 7 Millionen Mark haben. Über den Kaufmann Karl Pfeilsticker hatte Benze Beziehungen nach Isny aufgebaut. Pfeilsticker und der Isnyer Sanitätsrat Ehrler, der Benze für nicht richtig im Kopf hielt, waren mehrmals in Benzenhofen. Pfeilsticker wurde von Benze für die Nacht mit Schusswaffen ausgestattet, um sich gegen mögliche Einbrecher zu wehren. Den Isnyern machte Benze Versprechungen für den Bau einer neuen Schützenhalle, für die Stiftung einer neuen Schützenmedaille und die Erschließung einer Heilquelle. Allerdings hielt Benze Pfeilsticker bald auch für einen Giftmischer und brach den Kontakt ab.
Unter den Zuständen im Hause Benze hatte vor allem die Tochter Vicky zu leiden, die im Februar 1910 das Schulschwesterninstitut in Ravensburg bezog. Sie machte einen verwahrlosten Eindruck und hatte nur unzureichende Schulkenntnisse. Als der Vater die Tochter von dort im Mai 1910 wieder nach Benzenhofen holen wollte, weigerte sich die Tochter und blieb im Institut. Bei einer Anhörung gab sie zu Protokoll, die Mutter sei völlig geisteskrank und habe bereits vor zwei Jahren mit dem Revolver auf den für einen Einbrecher gehaltenen Vater geschossen. Der zur Bestätigung hinzugerufene Arzt Zengerle beschrieb beide Eltern als ängstlich, wobei die Marquise in höherem Grade an einem an eine Paranoia erinnernden Verfolgungswahn leide. Da die Dienstboten und Erzieherinnen im Haus bald davonliefen, sei die Ernährung und Erziehung im Hause Benze nur sehr unregelmäßig. Daraufhin verblieb Vicky im Schulschwesterninstitut und erhielt einen amtlich bestellten Pfleger, den Rechtsanwalt Max Grasselli. Im August 1910 versuchte Benze nochmals, die Tochter aus dem Institut mit sich zu nehmen, wurde jedoch von Zengerle und Grasselli davon abgehalten. In der Folgezeit bezweifelte Grasselli die Vaterschaft Benzes, woraus eine länger währende gerichtliche Auseinandersetzung erwuchs. Vicky lebte zeitweise im Haus Grasselli und ab 1915 bei der inzwischen von Benze geschiedenen Mutter in Genf. Auch dort versuchte Benze über den Genfer Rechtsanwalt Lachenal, ein Entmündigungsverfahren gegen seine Frau zu betreiben. Zahlen konnte er den Rechtsanwalt nicht, stattdessen verpfändete er ihm ein Gemälde, das Lachenal noch 1918 zum Verkauf anbot. Vicky kündigte 1916 die Wohnung in Genf und war 1917 in München, wo auch gegen sie wegen falscher Führung eines Adelsprädikates ermittelt wurde. Sie nannte sich nämlich Freifräulein von Benzenhofen, Comtesse von Montglat. Sie heiratete 1918 einen nicht näher bekannten Herrn Gegauff, ließ sich aber rasch wieder scheiden und lebte nach einer zweiten Heirat mit Peter Muir später in New York. Die Mutter starb am 8. Dezember 1921 in Genf.
Benze heiratete 1922 in Ulm die 32 Jahre jüngere Elisabeth Rotty, die ihm bis 1928 noch vier Kinder gebar. Tochter Vicky führte unterdessen um 1927 noch einen Rechtsstreit mit dem Vater um die Herausgabe eines wertvollen Gobelinbildes, über den sich jedoch keine Akten mehr erhalten haben. Auch Benze selbst führte noch zahlreiche Prozesse, in denen es u. a. um Nachbarschaftsstreitigkeiten in Benzenhofen und um den Wiederaufbau des 1928 abgebrannten Wirtschaftsgebäudes von Schloss Benzenhofen ging. Da die Franzosen nach dem Weltkrieg jedoch 1922 Benzes französische Besitztümer mit einem Schätzwert von rund 3 Millionen RM beschlagnahmt hatten, wofür Benze nur 12.500 RM Entschädigung erhielt, wogegen er auch noch klagte, fehlte es ihm bald an Geld zur Bezahlung der Anwälte. Zur Deckung von Forderungen aus verlorenen Prozessen und Anwaltsgebühren wurden erste Gemälde aus seiner Sammlung gepfändet. Eines der Gemälde hatte er 1928/29 restaurieren lassen, der Restaurator musste seine Forderungen jedoch auch einklagen.
Die Verwaltung des Guts Benzenhofen hatte er an Pächter übertragen, zuletzt dem Schwager Max Rotty. Das Gut war jedoch schon während des Ersten Weltkrieges nicht mehr wirtschaftlich gewesen und die Neubauten nach dem Brand von 1928 überforderten Benze finanziell völlig. Bald stand das Gut unter Zwangsverwaltung und 1932 wurde schließlich die Zwangsversteigerung angeordnet.
Wo Benze die nachfolgenden Jahre lebte, ist nicht mehr bekannt. Zuletzt lebte er im Armenhaus in Weiler, wo er am 30. März 1945 starb. Er wurde in Ravensburg begraben.
Wie sich später herausstellte, besaß Benze auch seit 1904 ein wertvolles Gemälde von Peter Paul Rubens, ein Reiterbild des Infanten Don Ferdinand von Spanien in der Schlacht bei Nördlingen. Seine Witwe verkaufte es erst 1947. Warum Benze bei seinem sich abzeichnenden Konkurs nicht dieses Bild verkauft und damit den Verlust seines Besitzes abgewendet hat, ist unbekannt.